# 송정림
송정림(宋貞林)은 대한민국의 텔레비전 드라마 작가이자 소설 작가이다.

## 드라마
- 1998년 KBS1 TV소설 《너와 나의 노래》
- 2000년 KBS 1TV 신년 특집 드라마 《세상의 아침》
- 2000년 KBS1 TV소설 《약속》
- 2009년 SBS 아침연속극 《녹색마차》
- 2011년 SBS 아침연속극 《미쓰 아줌마》
- 2016년 KBS 2TV 저녁일일드라마 《여자의 비밀》
- 2019년 MBC 특별기획 주말드라마 《슬플 때 사랑한다》
- 2022년 KBS 2TV 일일드라마 《태풍의 신부》
- 2024년 KBS 1TV 일일드라마 《결혼하자 맹꽁아!》

## 라디오
- KBS 클래식 FM 《출발 FM과 함께》
- KBS 클래식 FM 《세상의 모든 음악》

## 책
- 1991년 저서 《늘푸른 학원의 출사표》
- 1992년 저서 《내사랑 바보천사》
- 1993년 저서 《슬픔이 아름다울 때》
- 2004년 저서 《라디오 러브스토리》
- 2005년 저서 《마음풍경》
- 2006년 저서 《성장 비타민》
- 2006년 저서 《상식지존 뇌를 깨워라》
- 2006년 저서 《마음풍경》(미니북)
- 2006년 저서 《상식지존 뇌를 깨워라》(미니북)
- 2006년 저서 《명작에게 길을 묻다 1》
- 2007년 저서 《명작에게 길을 묻다 2》
- 2008년 저서 《영화처럼 사랑을 요리하다》(식탁 위에 차려진 맛있는 영화 이야기)
- 2010년 저서 《365 뭉클》
- 2011년 저서 《감동의 수요일》(늘 행복해보이는 사람들의 비밀)
- 2012년 저서 《명작에게 길을 묻다》(세월의 비평을 이겨낸 인생의 문장들)
- 2012년 저서 《사랑하는 이의 부탁》(사랑은 그가 덜 외롭고 더 행복하기를 바라는 마음이다)
- 2012년 저서 《신화처럼 울고, 신화처럼 사랑하라》(신화 속에서 건져올리는 삶의 지혜 50가지)
- 2012년 저서 《참 좋은 당신을 만났습니다 1》(서로 기대고 살아가는 사람들의 감동 에세이)
- 2013년 저서 《내 인생의 화양연화》(책, 영화, 음악, 그림 속 그녀들의 메신저)
- 2014년 저서 《참 좋은 당신을 만났습니다 2》(따뜻한 온기가 필요한 사람들을 위한 감동 에세이)
- 2014년 저서 《참 좋은 당신을 만났습니다 3》(온정 가득한 사람들이 그려낸 감동 에세이)
- 2014년 저서 《참 좋은 당신을 만났습니다》(세트 총 3권)
- 2015년 저서 《엄마, 우리 힘들 때 책을 읽어요》
- 2015년 저서 《아버지는 말하셨지》(내 인생을 바꾼 아버지의 한 마디)